# Lowell Murray
Hon. Lowell Murray, PC (* 26. September 1936 in New Waterford, Nova Scotia) ist ein kanadischer Politiker der Progressiv-konservativen Partei Kanadas und seit 2003 der Konservativen Partei Kanadas, der unter anderem zwischen 1979 und 2011 32 Jahre lang Mitglied des Senats für Ontario und zwischen 1988 und 1989 kurzzeitig kommissarischer Kommunikationsminister im 24. Kabinett Kanadas war. Er war ferner im 24. und 25. Kabinett von 1986 bis 1993 Vorsitzender der Fraktion der Regierungspartei im Senat.

## Leben

### Regierungsbeamter und Senator
Lowell Murray begann nach dem Schulbesuch ein grundständiges Studium an der Saint Francis Xavier University, welches er 1955 mit einem Bachelor beendete. Dort lernte er den 16-jährigen späteren Premierminister Brian Mulroney kennen, mit dem ihm eine lebenslange Freundschaft und politisches Engagement in der Progressiv-konservativen Partei Kanadas verband. Ein späteres postgraduales Studium der Fachrichtung Verwaltungswissenschaft an der Queen’s University in Kingston schloss er mit einem Master of Public Administration (MPA) ab. 1961 wurde er Assistent des Bundesjustizministers Davie Fulton, später Stabschef des Vorsitzender der Progressiv-konservativen Partei Robert Stanfield und war dann der leitende Berater des Premierministers von New Brunswick, Richard Bennett Hatfield.
Am 13. September 1979 wurde Murray auf Vorschlag von Premierminister Joe Clark für die Division Pakenham zum Mitglied des Senats für Ontario ernannt und gehörte dem Senat 32 Jahre lang bis zum Erreichen der Altersgrenze von 75 Jahren am 26. September 2011 an. In der 31. Legislaturperiode (1979 bis 1980) war er Mitglied der Ständigen Ausschüsse für Auswärtiges, für Binnenwirtschaft, Haushalt und Verwaltung, für Standesregeln und Geschäftsordnung sowie für nationale Finanzen. In der 32. Legislaturperiode (1980 bis 1984) fungierte er als Co-Vorsitzender des Gemeinsamen Sonderausschusses des Parlaments für offizielle Sprachpolitik und -programme sowie weiterhin als Mitglied der Ständigen Ausschüsse für Auswärtiges, für Geschäfts- und Sitzungsordnung sowie ferner des Ständigen Ausschusses für Banken, Handel und Gewerbe. In der 33. Legislaturperiode (1984 bis 1988) fungierte er in der ersten Sitzungsperiode von 1984 bis 1986 als Vorsitzender des Ständigen Ausschusses für Banken, Handel und Gewerbe.

### Fraktionsvorsitzender und Bundesminister
Im 24. Kabinett von Premierminister Brian Mulroney übernahm Murray als Nachfolger von Dufferin Roblin zwischen dem 30. Juni 1986 und dem Ende von Mulroneys Amtszeit am 24. Juni 1993 den Posten als Vorsitzender der Fraktion der Regierungspartei im Senat. Daneben fungierte er vom 30. Juni 1986 bis zum 20. April 1991 im Amt des Kronrates als Staatsminister für die Beziehungen zwischen Bund und den Provinzen sowie zwischen dem 4. Juli 1986 und dem 29. Januar 1989 als Vize-Vorsitzender des Kabinettsausschusses für Gesetzgebung und Hausplanung. Des Weiteren war er vom 4. Juli 1986 bis zum 14. September 1989 Mitglied des Kabinettsausschusses für Regierungsoperationen und ferner vom 4. Juli 1986 bis zum 29. Januar 1989 Mitglied des Sonderausschusses des Kronrates sowie der Kabinettsausschüsse für soziale Entwicklung und für wirtschaftliche und regionale Entwicklung. Des Weiteren war er zwischen dem 15. September 1986 und dem 20. April 1991 Vorsitzender des Kabinettsausschusses für die Beziehungen zwischen Bund und den Provinzen sowie ferner vom 15. September 1986 bis zum 19. April 1988 Mitglied des Ministerausschusses für die Entwicklung der Region Montreal und Mitglied des Unterausschusses für Prioritäten und Planung von Handelsverhandlungen. Er fungierte zudem zwischen dem 6. Juni 1987 und dem 14. September 1988 des Weiteren als zuständiger Minister für das Gesetz über die Agentur für Chancengleichheit des Atlantischen Kanada. Daneben war er vom 20. April 1988 bis zum 24. Juni 1993 Mitglied des Kabinettsausschusses für Prioritäten und Planung sowie vom 22. April 1988 bis zum 29. Januar 1988 des Kabinettsausschusses für Handelsverwaltung.
Im Zuge einer Umbildung des 24. Kabinetts übernahm Lowell Murray am 8. Dezember 1988 von Flora Isabel MacDonald den Posten als kommissarischer Kommunikationsminister und bekleidete diesen bis zum 29. Januar 1989, woraufhin Marcel Masse dieses Amt übernahm. Er war ferner zwischen dem 30. Januar 1989 und dem 3. Januar 1993 Vize-Vorsitzender des Kabinettsausschusses für Kommunikation sowie vom 30. Januar 1989 bis zum 3. November 1993 Mitglied des Kabinettsausschusses für Operationen und zwischen dem 30. Januar 1989 und dem 3. Januar 1993 Mitglied des Kabinettsausschusses für Gesetzgebung und Hausplanung. Darüber hinaus fungierte er zwischen dem 21. April 1991 und dem 3. Januar 1993 als Vorsitzender des Kabinettsausschusses für menschliche Ressourcen, Sozial- und Rechtsangelegenheiten sowie zeitgleich Mitglied des Kabinettsausschusses für Kanadische Einheit und Verfassungsverhandlungen. In der 34. Legislaturperiode (1988 bis 1993) gehörte er zeitweise auch wieder dem Ständigen Senatsausschuss für nationale Finanzen an.
Im darauf folgenden 25. Kabinett Kanadas von Premierministerin Kim Campbell bekleidete Murray zwischen dem 25. Juni und dem 3. November 1993 weiterhin die Funktion als Fraktionsvorsitzender der Regierungspartei im Senat. Zudem war er vom 25. Juni bis zum 3. November 1993 Vorsitzender der Kabinettsausschüsse für Wirtschafts- und Umweltpolitik und für Sozialpolitik sowie Vize-Vorsitzender der Regierungsfraktion im Parlament.

### Oppositionspolitiker und weitere Funktionen im Bundessenat
Nach dem dramatischen Wahlverlust bei der Unterhauswahl am 25. Oktober 1993 sowie den Niederlagen bei den darauf folgenden Unterhauswahlen am 2. Juni 1997, am 27. November 2000 und am 28. Juni 2004 befand sich die Progressiv-konservative Partei bis zur Unterhauswahl am 23. Januar 2006 in der Opposition.
Während dieser Zeit war Lowell Murray in der 35. Legislaturperiode (1993 bis 1997) im Senat Vorsitzender des Ständigen Ausschusses für Soziales, Wissenschaft und Technologie und zusätzlich zeitweise Vorsitzender des Ständigen Ausschusses für nationale Finanzen sowie Mitglied des Ständigen Ausschusses für Privilegien, Geschäfts- und Sitzungsordnung. In der 36. Legislaturperiode (1997 bis 2000) fungierte er zunächst weiterhin als Vorsitzender des Ständigen Ausschusses für Soziales, Wissenschaft und Technologie sowie in der zweiten Sitzungsperiode wiederum als Vorsitzender des Ständigen Ausschusses für nationale Finanzen. Daneben war er weiterhin Mitglied des Ständigen Ausschusses für Privilegien, Geschäfts- und Sitzungsordnung sowie in der zweiten Sitzungsperiode ferner Mitglied der Ständigen Ausschüsse für Rechts- und Verfassungsangelegenheiten, für Energie, Umwelt und natürliche Ressourcen und für Fischerei. In der 37. Legislaturperiode (2000 bis 2004) war er erneut Vorsitzender des Ständigen Ausschusses für nationale Finanzen sowie Mitglied der Ständigen Ausschüsse für Geschäftsordnung, Prozeduren und Parlamentsrechte und für Binnenwirtschaft, Haushalt und Verwaltung. Zeitweise war er noch Mitglied der Ständigen Ausschüsse für Soziales, Wissenschaft und Technologie sowie für Auswärtiges. In der darauf folgenden 38. Legislaturperiode (2004 bis 2006) war er weiterhin Mitglied der Ständigen Ausschüsse für Geschäftsordnung, Prozeduren und Parlamentsrechte, für nationale Finanzen sowie des Weiteren für offizielle Sprachen.
Bei der Unterhauswahl am 23. Januar 2006 wurde die Konservative Partei Kanadas, die 2003 aus der Progressiv-konservativen Partei hervorgegangen war, stärkste Kraft im Unterhaus und konnte diese Stellung auch bei den darauf folgenden Unterhauswahlen am 14. Oktober 2008 und 2. Mai 2011 behaupten. Daraufhin bildete Premierminister Stephen Harper vom 6. Februar 2006 bis zum 4. November 2015 das 28. Kabinett in der Geschichte Kanadas.
In der 39. Legislaturperiode (2006 bis 2008) war Murray im Anschluss weiterhin Mitglied der Ständigen Ausschüsse für nationale Finanzen und für offiziellen Sprachen sowie zeitweise auch Mitglied des Ständigen Ausschusses für Geschäftsordnung, Prozeduren und Parlamentsrechte sowie des Gemeinsamen Ausschusses für die Bücherei des Parlaments. In der 40. Legislaturperiode (2008 bis 2011) sowie der 41. Legislaturperiode war er bis zu seinem Ausscheiden aus dem Senat am 26. September 2011 aufgrund des Erreichens der Altersgrenze von 75 Jahren war er erneut Mitglied des Ständigen Ausschusses für nationale Finanzen.

## Weblink
- The Hon. Lowell Murray, P.C., Senator. In: Homepage des Unterhauses. Abgerufen am 6. März 2024 (englisch).